# De Korenbloem (Kortgene)
De Korenbloem is een korenmolen, die staat aan de Molendijk 1 in de Nederlandse plaats Kortgene (provincie Zeeland). Het is een ronde stenen stellingmolen met vijf zolders: graan-, maal-, steen-, lui- en kapzolder. De stelling zit 6,28 m boven het maaiveld. De molen werd in 1873 gebouwd ter vervanging van een afgebrande achtkante grondzeiler en heeft tot 1953 op windkracht gemalen. In 1972 werden de wieken verwijderd en in 1977 de kap, nadat pogingen de molen te laten restaureren strandden. De houten kap was bedekt met dakleer. Sinds 2003 had De Korenbloem nieuwe eigenaars, die een uitgebreid restauratieplan hadden opgesteld. In 2009 werd de molen overgedragen aan de Stichting Molen De Korenbloem. Op 1 oktober 2011 vond de officiële opening plaats, waarbij de vang gelicht werd door de heer Harry van Waveren, oud-gedeputeerde Provinciale Staten van Zeeland.

## Restauratie
De molen is teruggerestaureerd naar de staat van 1873. In september 2010 is de aanbestedingsronde gestart en is het werk gegund aan molenmakersbedrijf Berkhof uit Zwartebroek. De restauratie is begroot op 900.000 euro. Op 10 november is de restauratie officieel gestart met het uit de kap hijsen van het iepenhouten bovenwiel.
De molen is met behulp van vijzels rechtgezet en de bovenste steenlaag van ongeveer 1 meter is opnieuw opgemetseld. De kapzolder is inclusief de balklaag geheel vernieuwd. De balkkoppen van de andere zolders zijn beta-polymeerchemisch hersteld. Op de vloer van de luizolder zijn nieuwe planken aangebracht.
Op 11 mei 2011 is de kap op de molen geplaatst. De kap is voor het grootste gedeelte nieuw gemaakt en weer bedekt met dakleer. De kruivloer is op de binnenrand na vernieuwd. Het bovenwiel is gerestaureerd. De nieuwe gelaste ijzeren roeden zijn begin 2011 gemaakt door de firma Vaags. De buitenroede met nummer 251 is 22 m lang en de binnenroede met nummer 252 is 21,74 m lang. Op 5 juli 2011 zijn de roeden gestoken. De hekwerk is van Siberische lariks, de voorzoom en windborden van mahonie. Alle windborden, dus niet alleen de steekborden, zitten vast met een bordveer.
De stelling heeft grenen, onder druk geïmpregneerde planken. De planken zijn gespijkerd en niet stotend aangebracht.

## Gaande werk
De molen had een koppel 16der kunststenen met daarnaast een koppel 16der blauwe stenen en een koppel 15der ook met blauwe stenen. Nu zijn het koppel 16der kunststenen en het koppel 16der blauwe stenen weer teruggeplaatst. In latere jaren werden de stenen aangedreven met een 30 pk ruwoliemotor, die in het aangebouwde motorhok, later als woonruimte omgebouwd, was geplaatst. Voor de aandrijving via de motor werd een sector kammen uit het bovenwiel gehaald. Voor het met de wind malen werden deze dan weer teruggeplaatst.

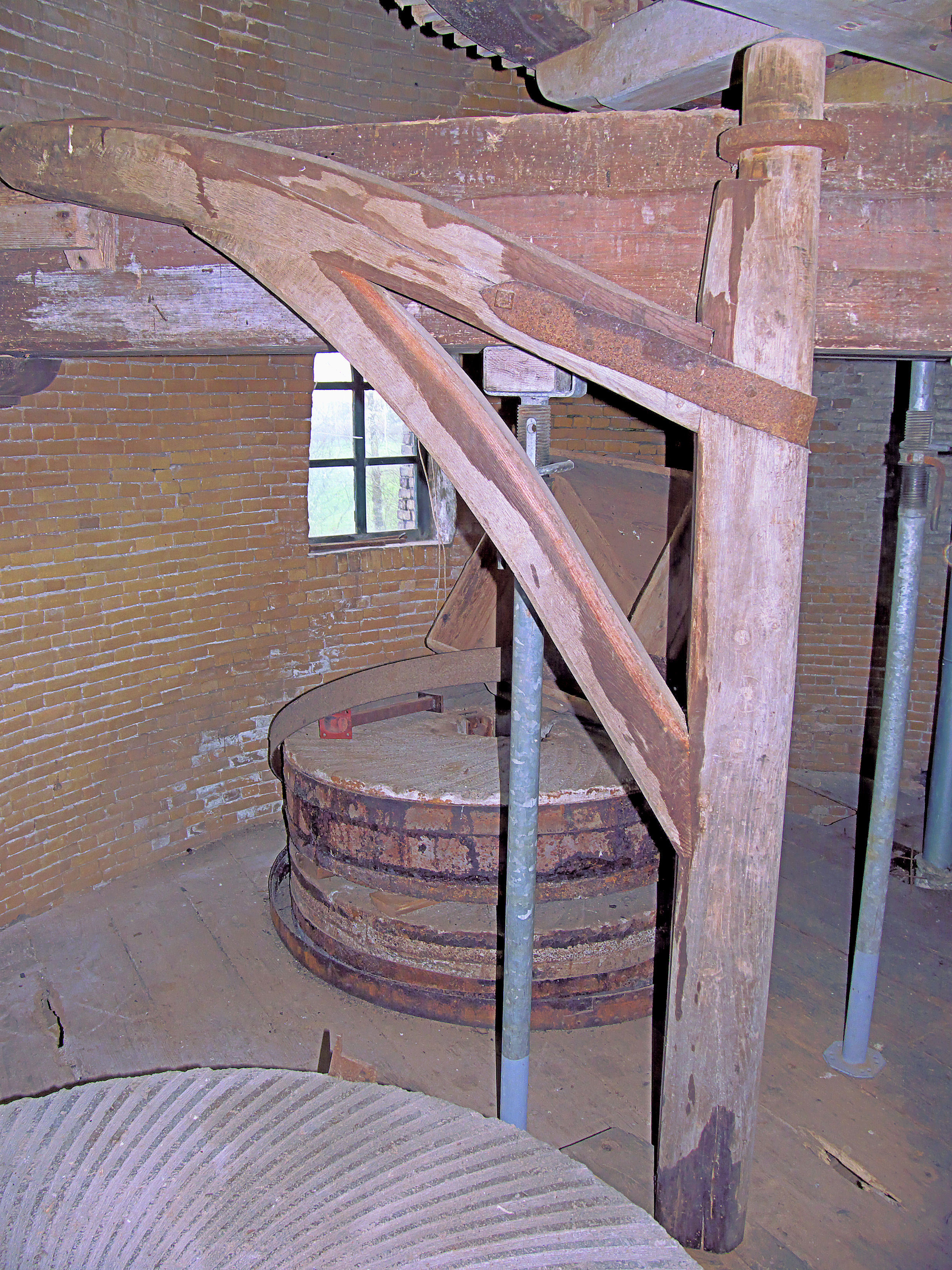
Steenkraan met de blauwe stenen

Het gevlucht bestond uit twee potroeden, die naast de molen lagen. De binnenroede met nummer 788 stamde uit 1873 en de buitenroede met nummer 1415 uit 1884. De molen had van 1905 tot 1921 zelfzwichting op beide roeden en tot 1944 alleen nog op de buitenroede. De bediening van de zelfzwichting gebeurde met behulp van een zwichtring.
De molen wordt gevangen (geremd) met een Vlaamse vang die ook nog een stut heeft. Het is dus een combinatie van een Vlaamse vang en een stutvang. Bij een langzaam draaiende molen werkt bij het vangen alleen de Vlaamse vang, maar bij een snel draaiende molen begint eerst de Vlaamse vang te werken, waarbij het rechtervoeghout iets naar binnen getrokken wordt en de stutvang het vangen overneemt. De vang bestaat uit zes scharnierende vangstukken. en wordt bediend met een vangstok.

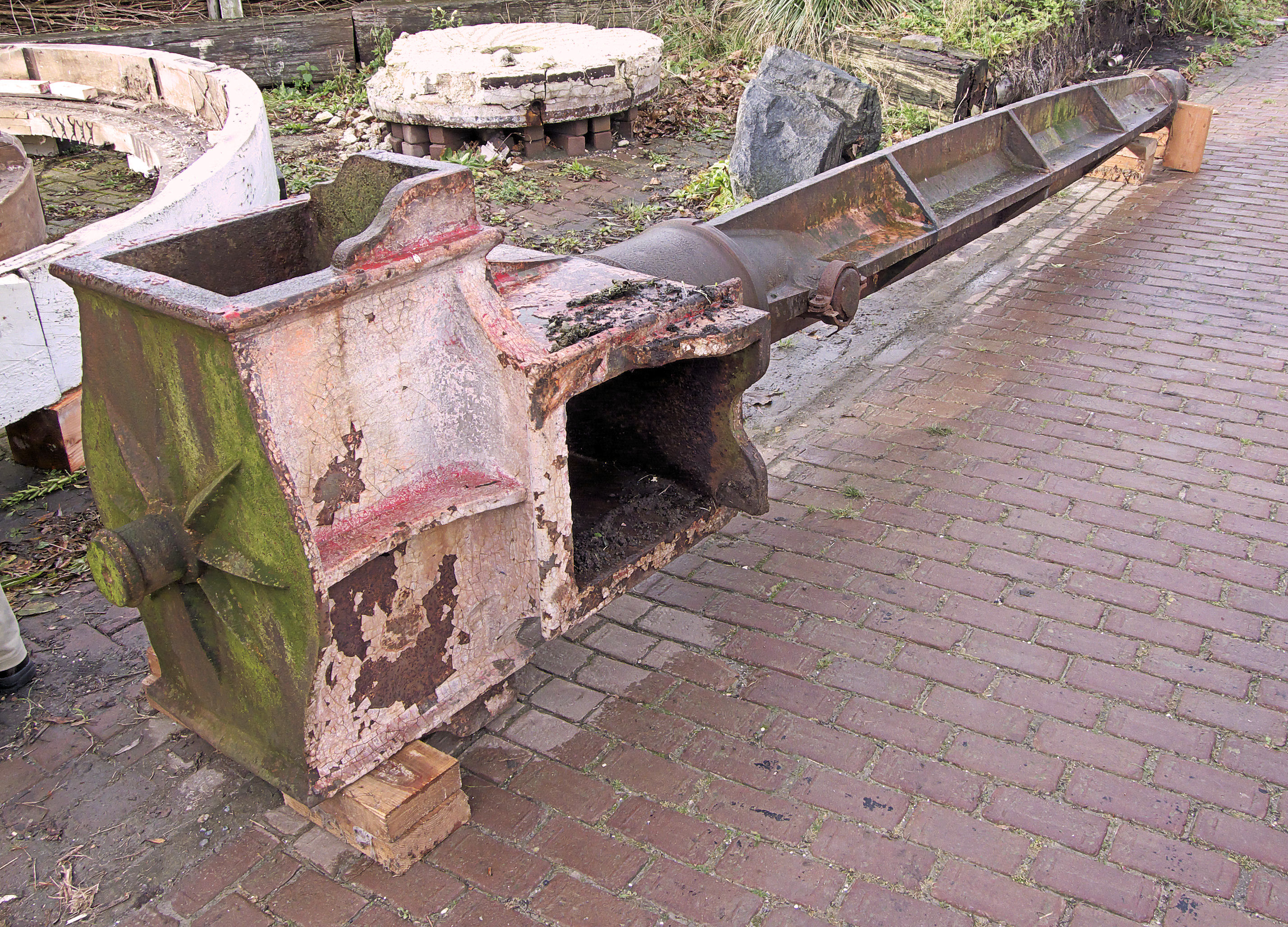
Bovenas

De gietijzeren bovenas uit 1872 met nummer 826 is afkomstig van de fabrikant De Prins van Oranje te 's Gravenhage.
Het kruiwerk van de molen bestaat uit houten rollenwagens met 42 gietijzeren rollen, die op een ijzeren ring liggen.
Op de graanzolder staan de buil en de mengketel. Vanaf de maalzolder wordt het meel in de mengketel gestort. De buil is bespannen met zeefdoek van 0,25 en 0,50 mm maaswijdte en heeft twaalf uitlopen: 8 voor bloem, 3 voor griezen en 1 voor zemelen.

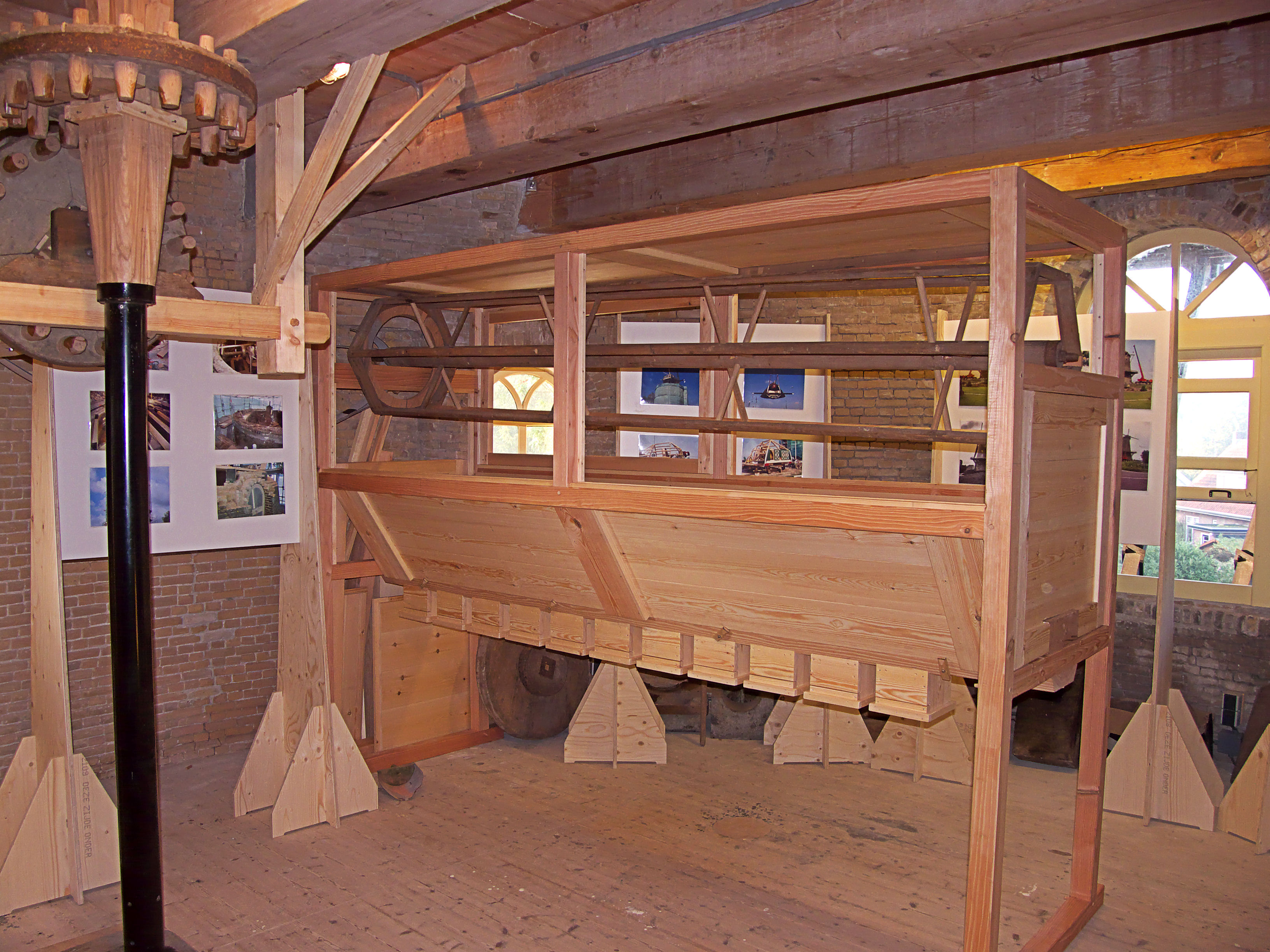
Buil nog zonder zeefdoek

## Overbrengingen
- De overbrengingsverhouding is 1:6,68, 1:6,91 en 1:7,16.
- Het bovenwiel heeft 74 kammen en het bovenrondsel heeft 31 staven. De koningsspil draait hierdoor 2,39 keer sneller dan de bovenas. De steek, de afstand tussen de staven, is 11 cm.
- Het spoorwiel heeft 84 kammen en de drie steenrondsels respectievelijk 28, 29 en 30 staven. De steenrondsels draaien hierdoor 3, 2,89 en 2,8 keer sneller dan de koningsspil en 7,16 (16der blauwe stenen), 6,91 (16der kunststenen) en 6,68 (15der blauwe stenen) keer sneller dan de bovenas. De steek is 9 cm.

## Eigenaren
- 1868-1876: C. Markusse Jz.
- 1876-1887: J. de Korte Jr.
- 1887-1937: Z.C. Salomé
- 1937-1967: J. Snoep
- 1967: M. Snoep - Kallewaard
- 1967-2003: L.W. Kokee
- 2003-2009: G. en L. de Boer
- sinds 2009: Stichting Molen "de Korenbloem"

## Fotogalerij

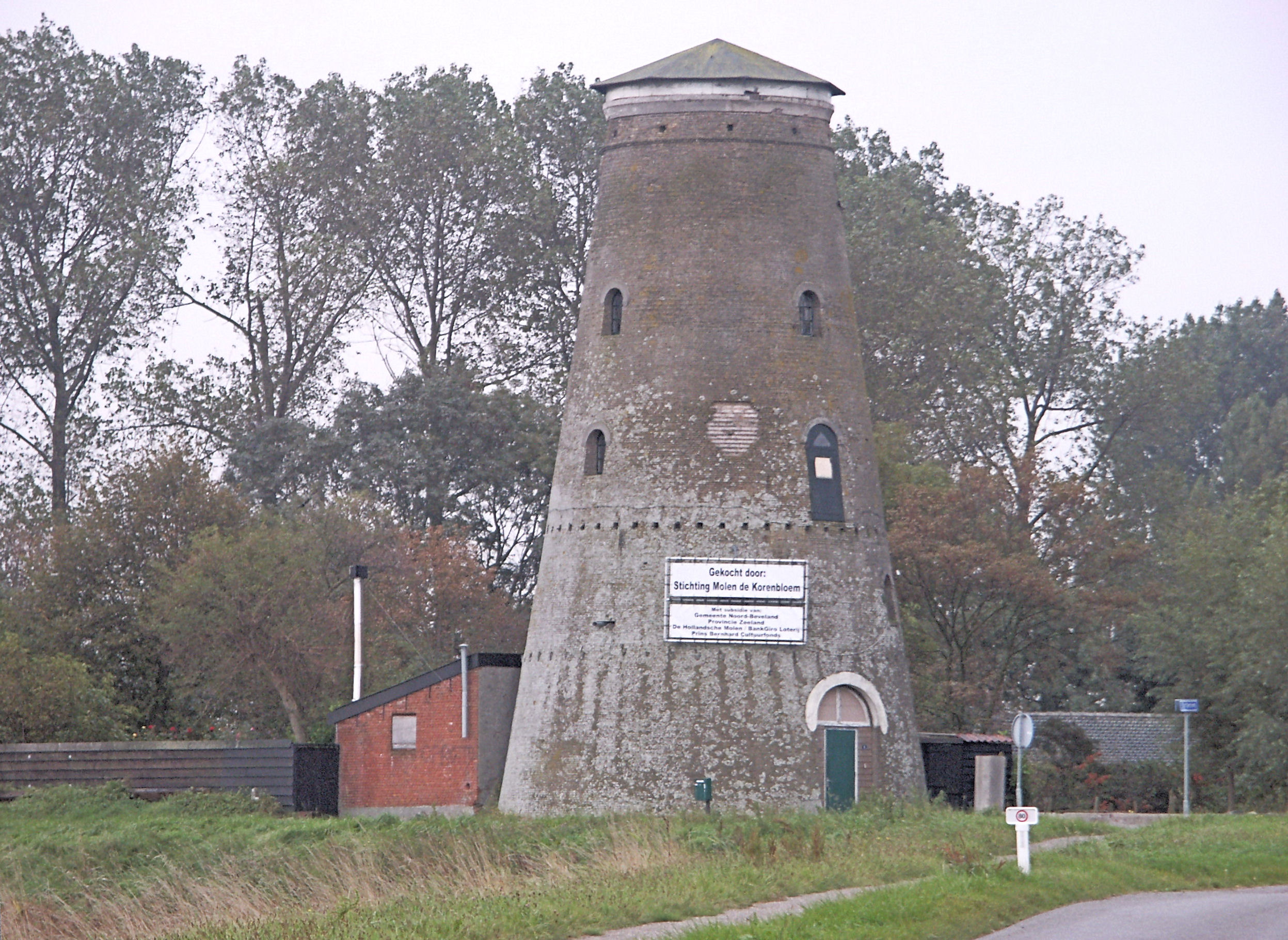
September 2010
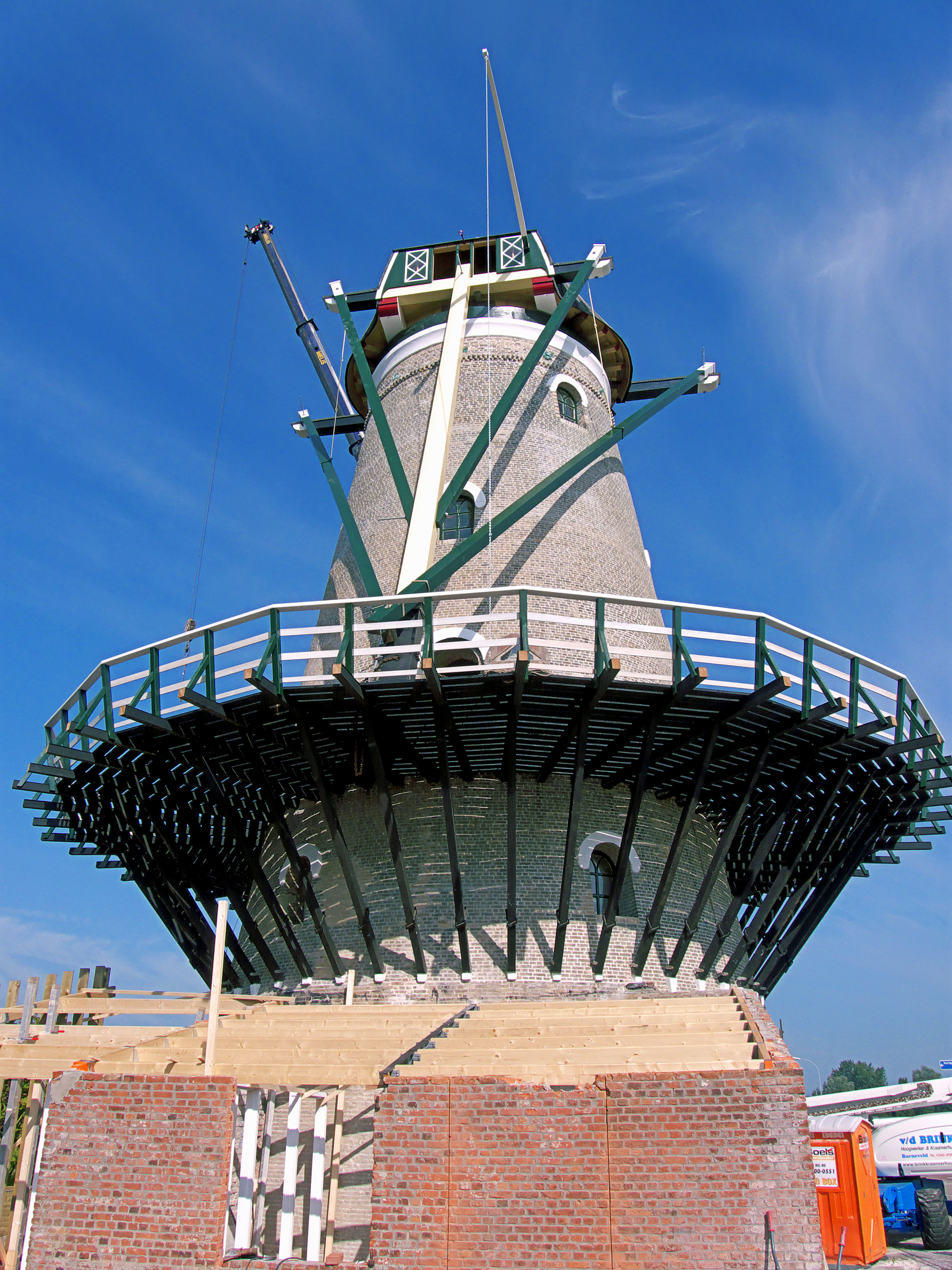
5 juli 2011
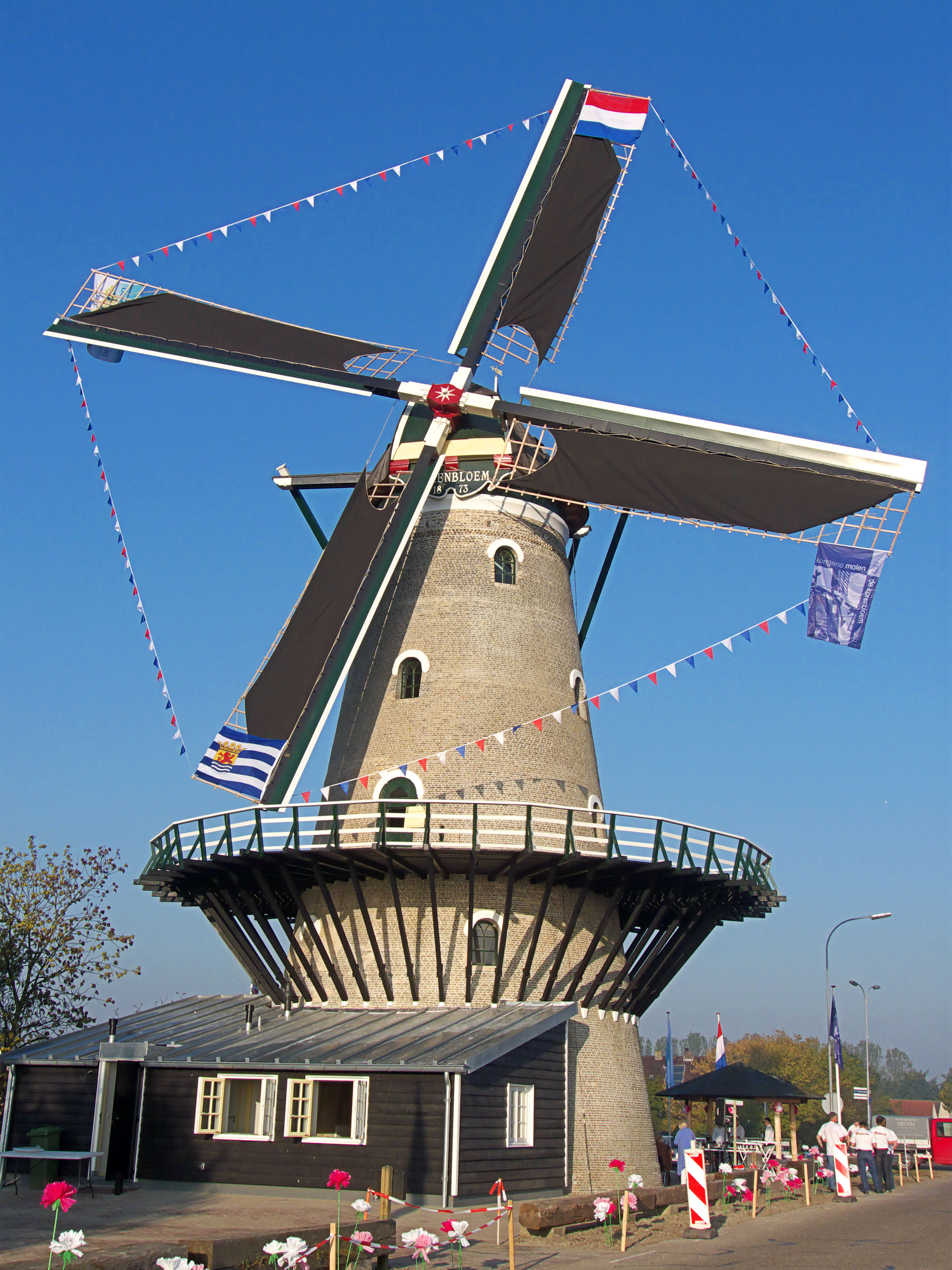
1 oktober 2011
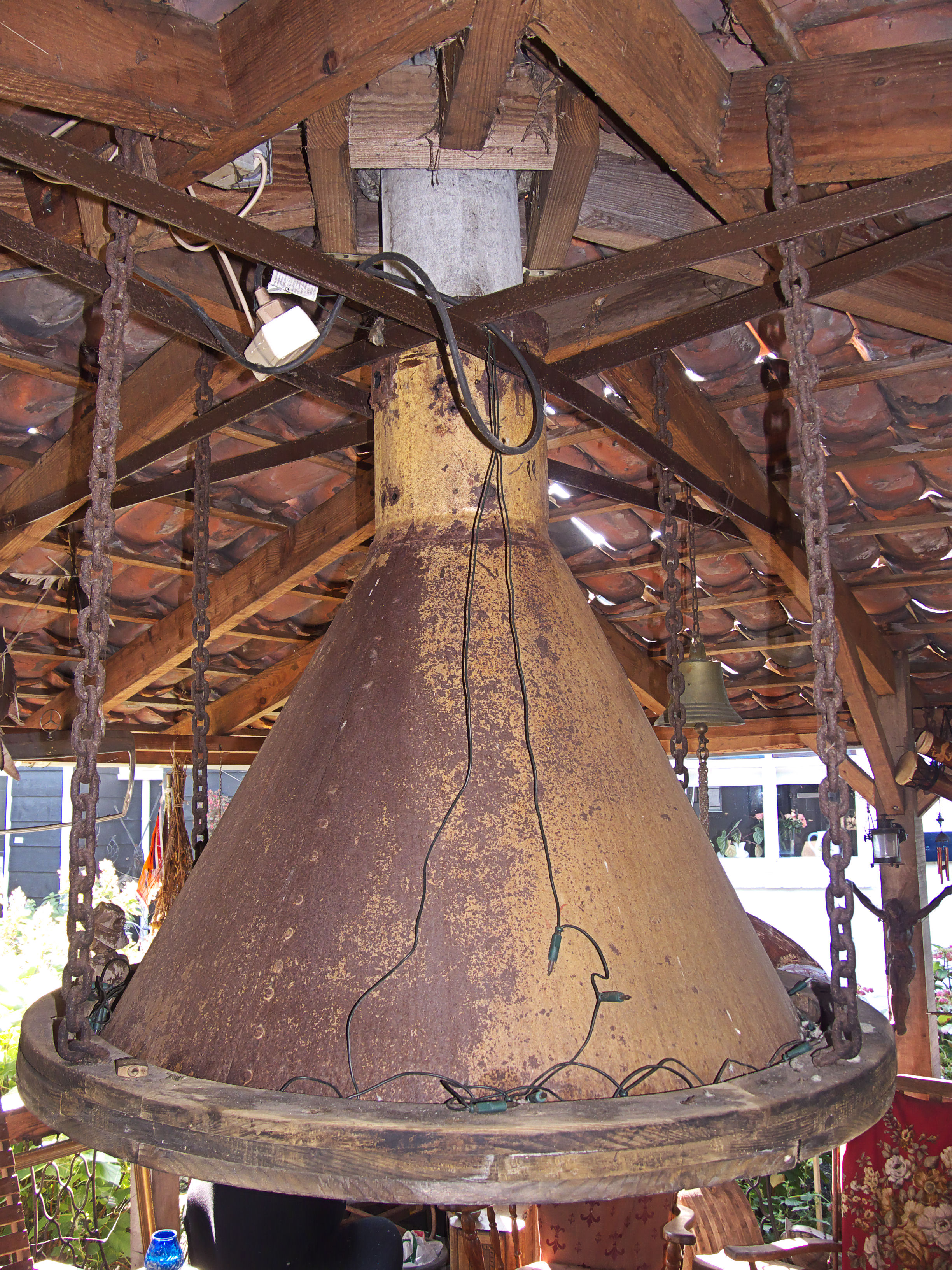
Origineel gedeelte mengketel
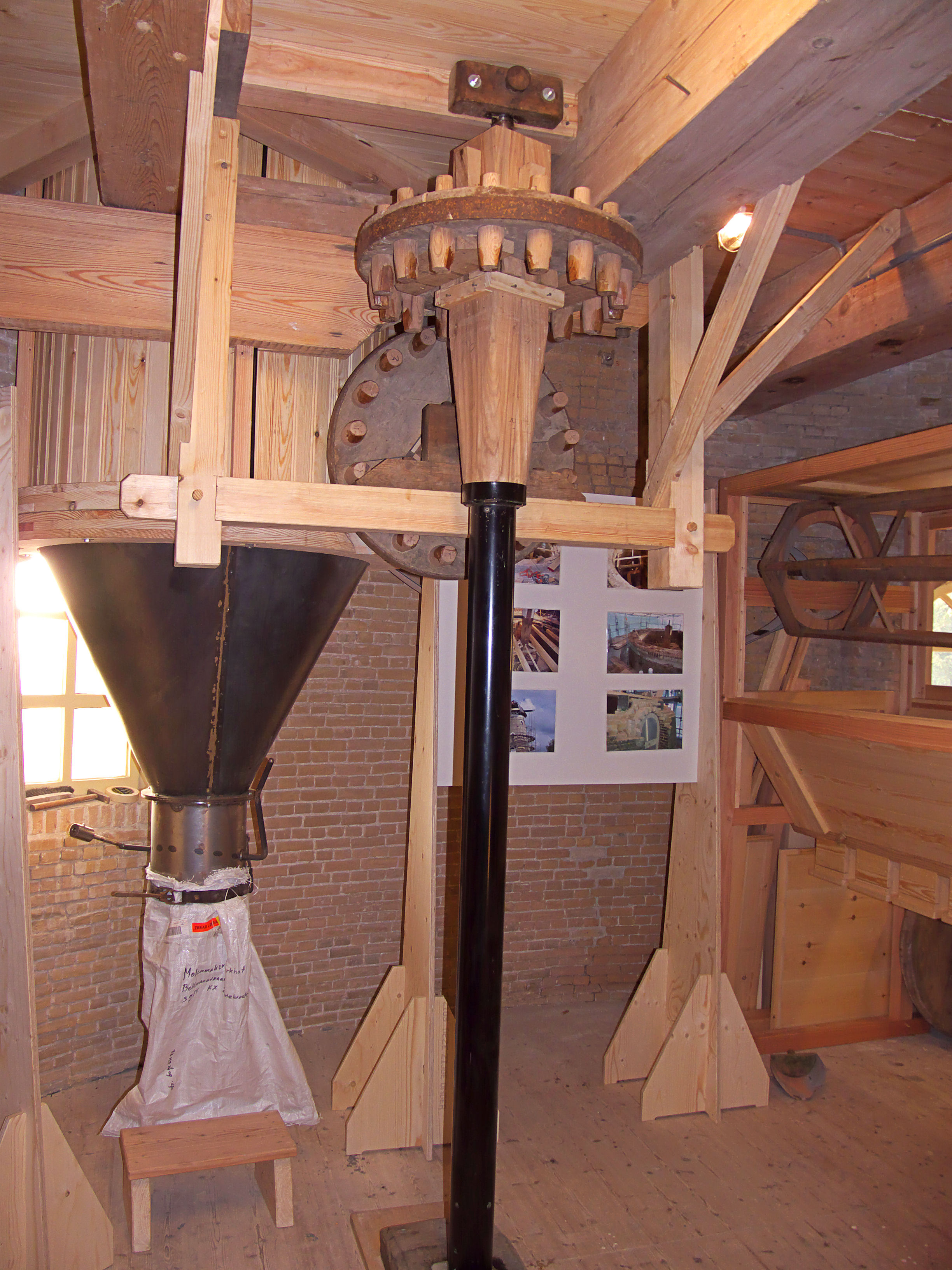
Aandrijving buil en mengketel
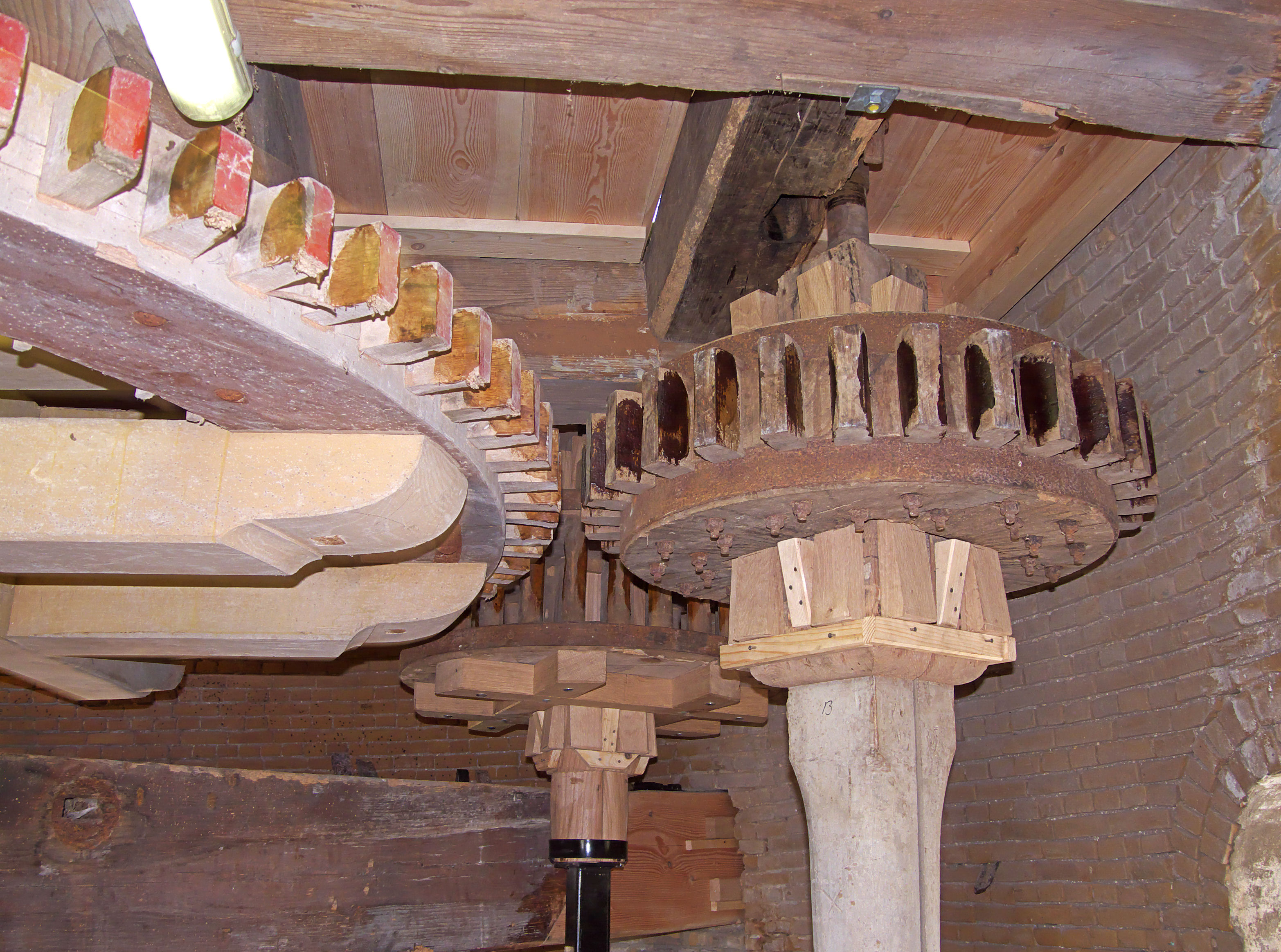
Aandrijving buil, mengketel en steenspil door spoorwiel
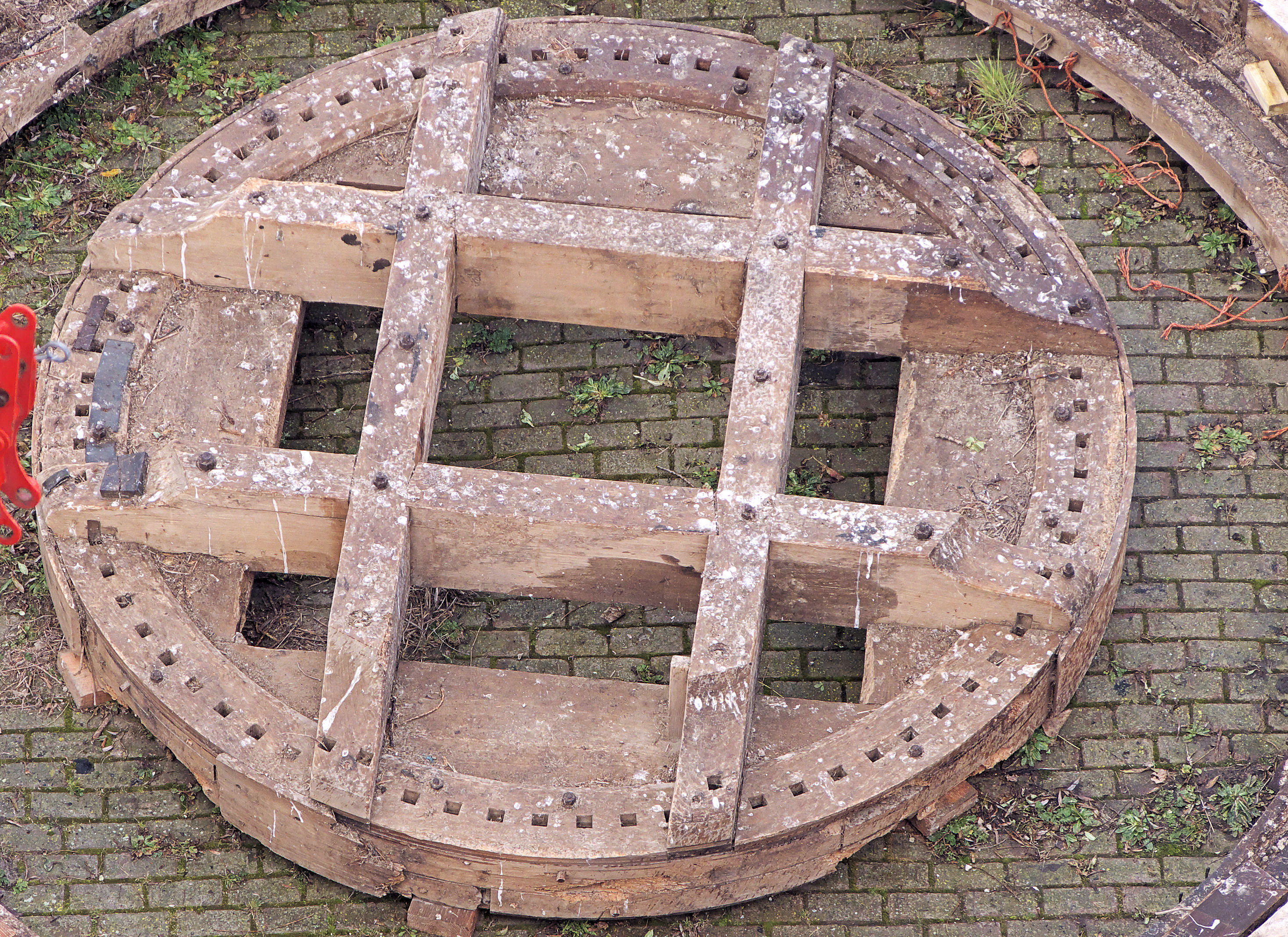
Bovenwiel van iepenhout
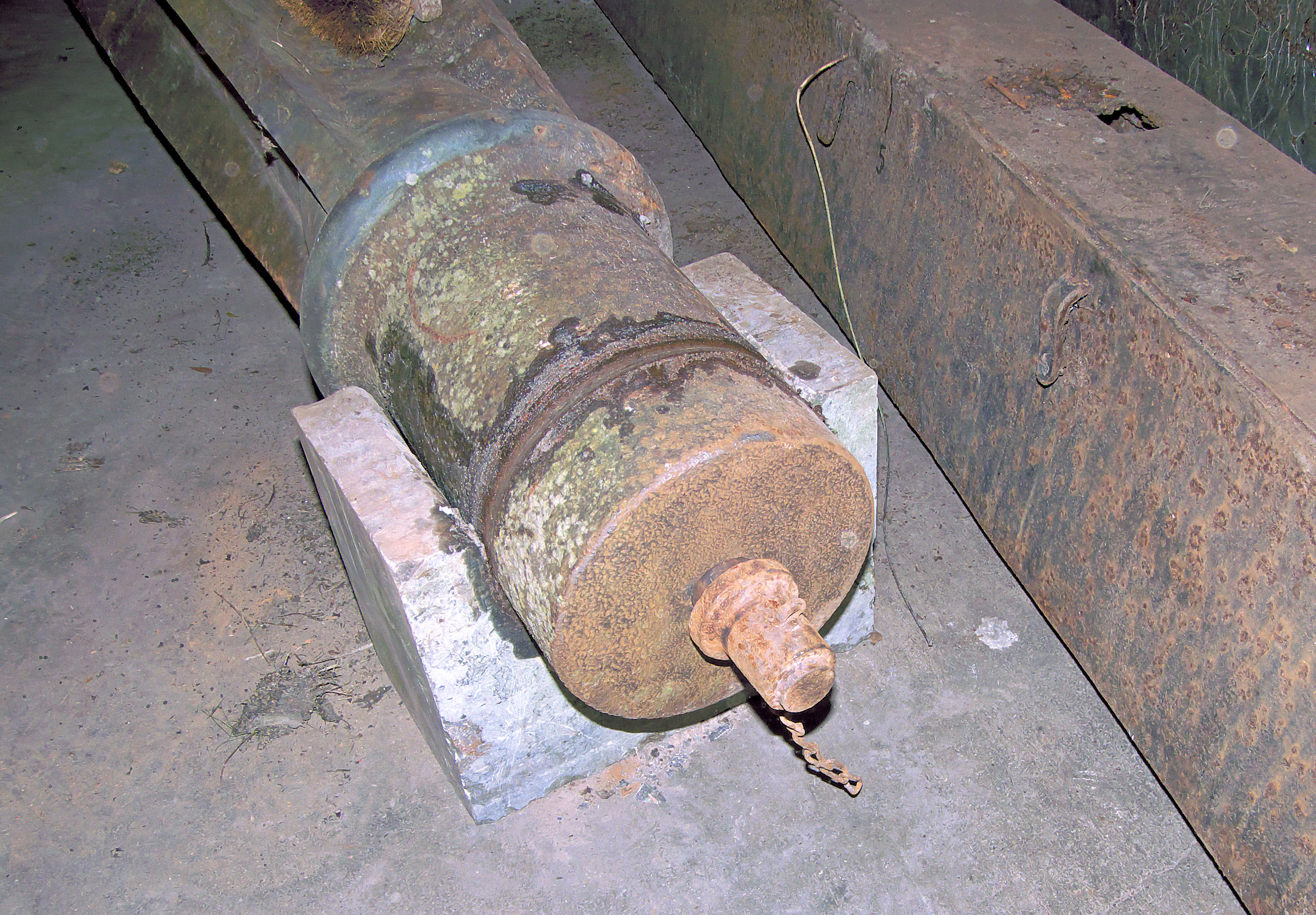
Penzijde bovenas met taats
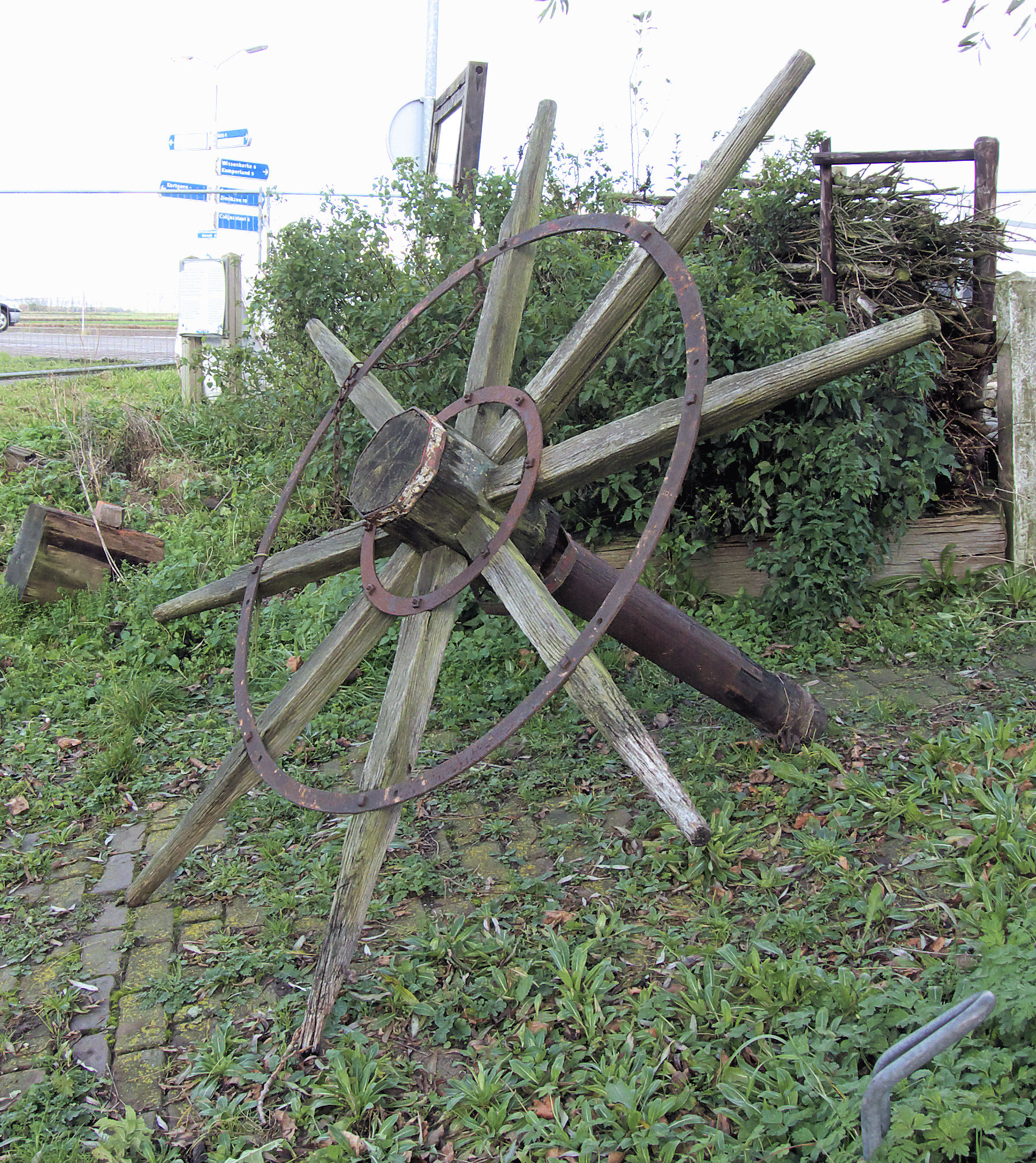
Kruiwiel
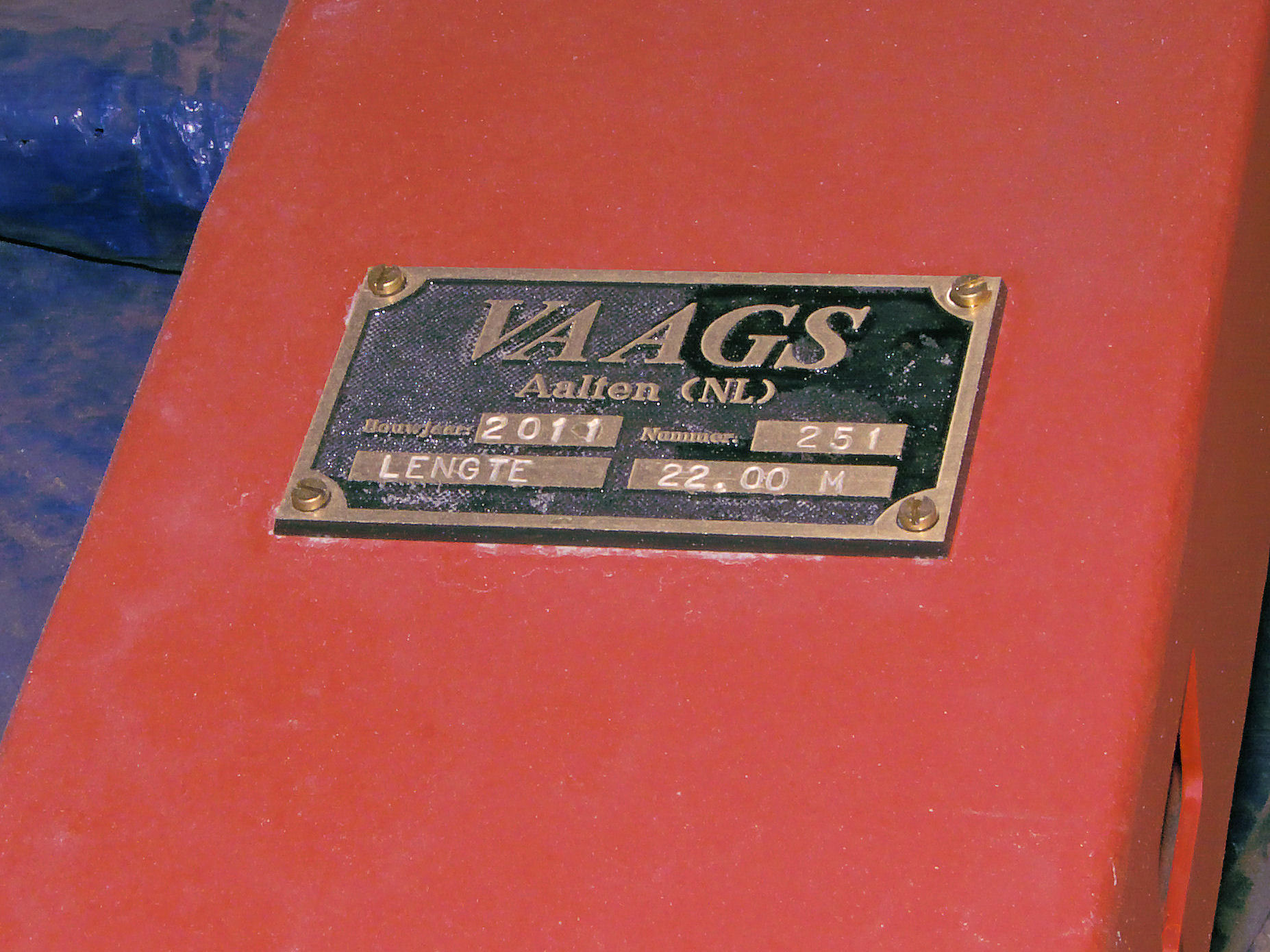
Roeplaatje buitenroede
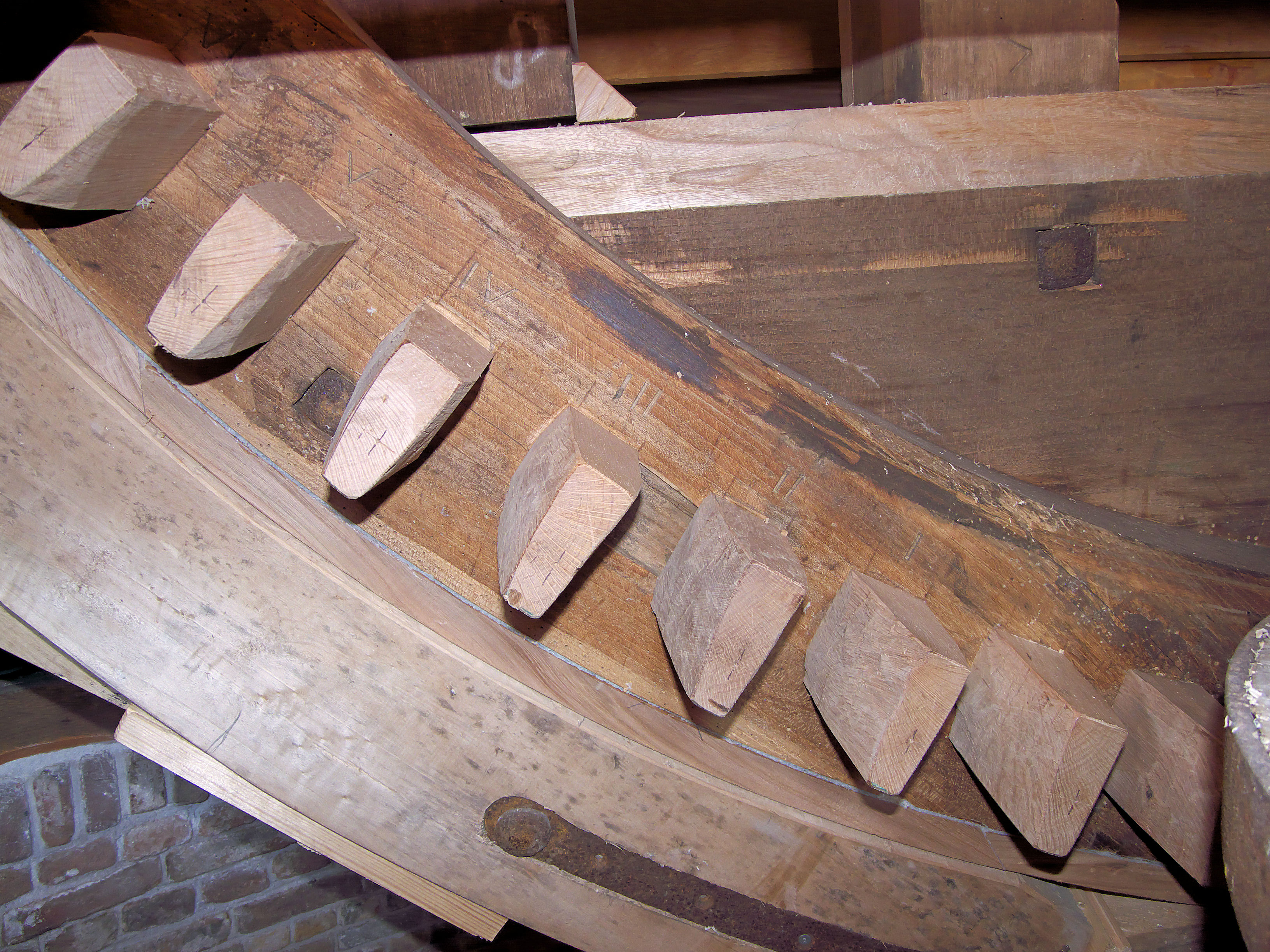
Bovenwiel met genummerde kammen voor motoraandrijving
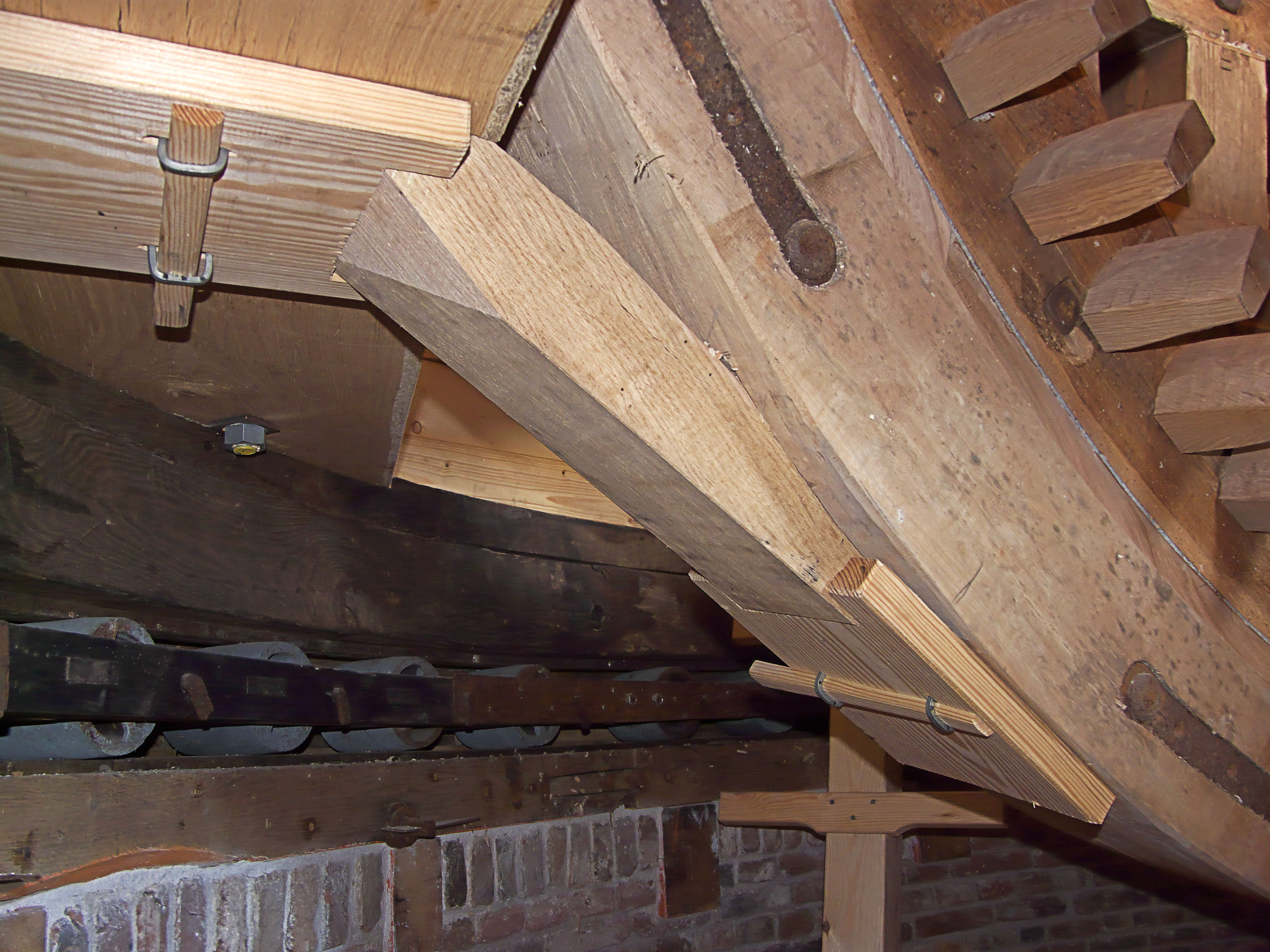
Combinatie van Vlaamse vang met stutvang